# Jessica Marquez
Jessica Marquez (Thionville, 30 ottobre 1978) è una cantante francese.

## Biografia
Jessica Marquez è entrata nel mondo dello spettacolo nel 2001, quando è stata selezionata come concorrente per la prima edizione del talent show Star Academy. È arrivata in semifinale con altri sei concorrenti, ma non si è qualificata per il duello finale.
Dopo il programma la cantante ha firmato un contratto discografico con la Universal Music, sotto cui ha pubblicato nell'aprile del 2002 il suo singolo di debutto, Si fragiles, che ha raggiunto la 9ª posizione in classifica in Francia e la 5ª in Belgio. Il singolo è stato seguito a dicembre da Tout se dire, che ha ottenuto un successo minore. I due brani hanno anticipato l'uscita ad ottobre 2003 dell'album di debutto della cantante, intitolato À fleur de peau, che è arrivato 36º in classifica in Francia e 31º in Belgio. L'album ha prodotto altri due singoli: Maria Magdalena, una cover del successo del 1979 di Julie Pietri, che è diventata la sua più grande hit raggiungendo il 6º posto nella classifica francese ed entrando nelle top 30 di Belgio e Svizzera, e Ce que les filles ont sur le cœur.
Per via di conflitti con la sua etichetta, la cantante ha lasciato la Universal Music nel 2004 e ha firmato un nuovo contratto con la Heben Music, facente parte della famiglia della Sony BMG. Sotto la nuova etichetta nel 2007 è uscito il suo singolo di ritorno, On s'abîme, che non ha però ottenuto il successo sperato, fermandosi al 41º posto in classifica.
Nel 2009 Jessica Marquez, ora un'artista indipendente, si è iscritta sul sito Spidart, che si occupa di ottenere collette per finanziare i lavori discografici di artisti senza contratto. La cantante ha ottenuto €50.000 in poco più di un mese e ha registrato un album che sarebbe dovuto uscire nel corso dell'anno successivo, ma che non ha mai visto la luce per via del fallimento di Spidart il 19 gennaio 2010.
A febbraio 2012 la cantante ha pubblicato un nuovo singolo intitolato Conne d'amour su etichetta Sphère France/Selyba. L'album, Les filles du calvaire, è stato diffuso due mesi dopo e ha venduto solo 250 copie. A maggio 2013 Jessica Marquez ha annunciato il suo ritiro dal mondo della musica.

## Discografia

### Album in studio
- 2003 – À fleur de peau
- 2012 – Les filles du calvaire

### Singoli
- 2002 – Si fragiles
- 2002 – Tout se dire
- 2003 – Maria Magdalena
- 2003 – Ce que les filles ont sur le cœur
- 2007 – On s'abîme
- 2007 – On ne t'oublie pas (feat. Kamelancien)
- 2008 – Un jour sans
- 2012 – Conne d'amour
- 2013 – Les filles du calvaire